# Alice Giancristofaro
Alice Giancristofaro (Jesi, 26 marzo 1992) è una pallanuotista italiana e allenatrice delle squadre giovanili femminili della R.N. Bologna e della President Bologna.